# Moshe Hillel Hirsch
Moshe Hillel Hirsch (26 ottobre 1936) è un rabbino statunitense naturalizzato israeliano.

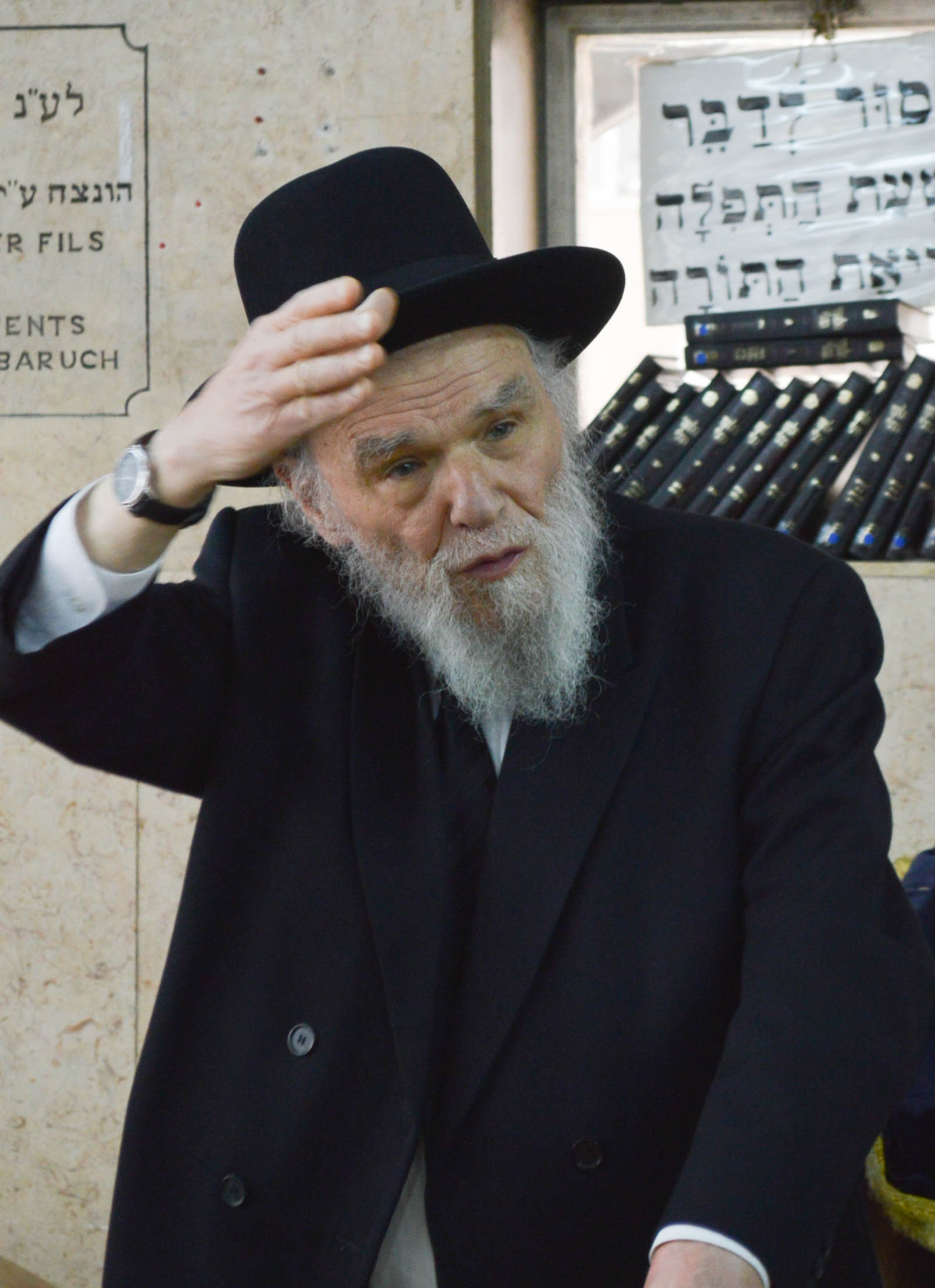
Il rabbino Moshe Hillel Hirsch

Hirsch ricopre il ruolo di Rosh Yeshiva di Yeshivas Slabodka a Bnei Brak, Israele. Hirsch è nato negli Stati Uniti, dove ha frequentato le lezioni del rabbino Aharon Kotler.
È il genero di Mordechai Shulman, a cui successe come Rosh Yeshiva, che era a sua volta il genero di Issac Sher, che era il genero dell'Alter di Slabodka, il fondatore della Slabodka yeshiva.
Hirsch fa parte della leadership halakhica dell'ebraismo Charedì. Nonostante viva in Israele, Hirsch è noto nel circolo haredi di lingua rabbinica negli Stati Uniti. Hirsch ha omaggiato Noach Weinberg, celebre per aver fondato l'Aish Hatorah, una yeshiva dedicata al pubblico anglofono, al suo funerale.